# Cabana de Penedes
La Cabana de Penedes és una obra de Taradell (Osona) inclosa a l'Inventari del Patrimoni Arquitectònic de Catalunya.

## Descripció
Cabana de planta rectangular (8x12), coberta a dues vessants amb el carener perpendicular a la façana la qual està situada a ponent. Presenta dos portals rectangulars amb llinda de fusta i un molt més gran que l'altre. L'interior es distribueixen de la manera següent a la part esquerre hi ha la pallissa amb un pilar central i dos cavalls de fusta només es divideix en dos pisos la part del darrere. La resta dels murs són cecs. Cal remarcar que els ràfecs del teulat volen poc. La cabana esta assentada damunt un roquissar de margues i al davant hi ha una gran era que l'uneix a la casa. L'estat de la conservació és força bo.

## Història
La història de la cabana va unida a la del mas el qual sabem que existia abans de 1325 i que va sobreviure a la despoblació de la pesta negre i que més tard el trobem registrat en els fogatges dels segle xvi i en el nomenclàtor de la província de Barcelona de l'any 1860. Possiblement la cabana es va construir en moments d'esplendor econòmic i expansió agrícola, és a dir al llarg del segle xviii.